# Ross Levinsohn
Ross Levinsohn est un homme d'affaires américain, né en 1964. 
Entre 2000 et 2006, il est employé par le groupe de médias News Corporation. Levinsohn cofonde la société d'investissement Fuse Capital. Vice-président de Yahoo!, il est nommé chief executive officer (CEO) à titre provisoire en mai 2012. En 2013, il est nommé CEO de Guggenheim Digital Media.

## Biographie
Ross Levinsohn passe sa jeunesse à Tenafly, dans le comté de Bergen. Il effectue ses études secondaires à la Tenafly High School et en sort diplômé en 1981. Il obtient un bachelor’s degree en sciences de la communication de l'université privée American University. 
Il travaille pour HBO, CBS Sportsline et le moteur de recherche AltaVista avant de rejoindre en 2000 Fox Interactive Media (aujourd'hui News Corp. Digital Media (en)), division du groupe de médias News Corporation. Chargé d'augmenter la présence du groupe de Rupert Murdoch sur le web, il s'implique dans plusieurs acquisitions, dont celle du site de réseautage social MySpace en 2005,,, ainsi que celles de Scout.com (en) et IGN.
Levinsohn est l'un des cofondateurs de la société d'investissement Velocity Interactive Group (aujourd'hui Fuse Capital), spécialisée dans les supports numériques. Il y occupe le poste de directeur général (« managing director ») entre 2007 et 2010,. Recruté par Yahoo! en 2010, il est nommé responsable de la vente d'espaces publicitaires (« ad sales ») dans la zone « Amériques ». Il dirige ensuite la branche médias, responsable des sites d'information du groupe, dont Yahoo! News. Lorsque  Scott Thompson démissionne en mai 2012, il est nommé CEO à titre provisoire,. En juillet 2012, le conseil d'administration nomme Marissa Mayer, auparavant vice-présidente de Google, au poste de CEO. Levinsohn choisit de quitter l'entreprise.
En 2013, il est recruté par Guggenheim Partners (en) afin de diriger Guggenheim Digital Media, le nouveau département médias du cabinet de services financiers.